# Amt Neustrelitz-Land
Związek Gmin Neustrelitz-Land (niem. Amt Neustrelitz-Land) – niemiecki związek gmin leżący w kraju związkowym Meklemburgia-Pomorze Przednie, w powiecie Mecklenburgische Seenplatte. Siedziba związku znajduje się w mieście Neustrelitz.
W skład związku wchodzi jedenaście gmin:
1. Blankensee
2. Blumenholz
3. Carpin
4. Godendorf
5. Grünow
6. Hohenzieritz
7. Klein Vielen
8. Kratzeburg
9. Möllenbeck
10. Userin
11. Wokuhl-Dabelow